# 王登耀
王登耀，中華人民共和國公民，民運人士，曾經在八九民運中擔任大會糾察而登上《新聞周刊》1989年5月出版一期的封面。在2014年佔中行動期间，从北京赶到香港了解真相，多次因為參與佔領而被捕。王登耀在其七天旅游签证到期后未返回内地。
2016年12月6日晚上，警方以涉嫌「未能出示身份證明文件」拘捕王登耀，警方其後證實其身份，並把他無條件釋放。